# William Servat
William Servat (ur. 9 lutego 1978 w Saint-Gaudens) – francuski gracz rugby union, reprezentant kraju. Srebrny medalista Pucharu Świata w Rugby 2011. W latach 1999–2013 występował na pozycji młynarza w klubie Stade Toulousain, z którym wielokrotnie zdobył mistrzostwo Francji i Puchar Heinekena. Od 2012 roku trener formacji młyna w tym klubie. 

## Kariera klubowa
William Servat dołączył do Stade Toulousain w 1999 roku. Karierę rugbysty planował zakończyć po sezonie 2011/2012. W 2012 roku rozpoczął pracę jako trener formacji młyna w Stade Toulousain – zastąpił Yannicka Bru, który został asystentem trenera reprezentacji Francji Philippe’a Saint-André. Servat powrócił jednak na boisko 27 października 2012 roku, aby zagrać w meczu ze Stade Français. W sezonie 2012/2013 wystąpił jeszcze w 16 meczach, m.in. z klubami Racing Métro 92, ASM Clermont Auvergne, Montpellier Hérault Rugby. Od sezonu 2013/2014 Servat nie występuje już na boisku, pracuje wyłącznie jako trener formacji młyna w Stade Toulousain.

## Kariera reprezentacyjna
W reprezentacji Francji William Servat zadebiutował 14 lutego 2004 roku w meczu przeciwko Irlandii. Ostatni mecz rozegrał natomiast 17 marca 2012 roku przeciwko Walii w trakcie turnieju Puchar Sześciu Narodów. W 2011 roku brał udział w turnieju finałowym Pucharu Świata – zagrał we wszystkich 7 meczach (Francja zdobyła srebrny medal).
| Turniej                | Lata      | Liczba meczów | Liczba punktów | Liczba przyłożeń |
| ---------------------- | --------- | ------------- | -------------- | ---------------- |
| Puchar Sześciu Narodów | 2004–2012 | 29            | 5              | 1                |
| Puchar Świata w Rugby  | 2011      | 7             | 0              | 0                |

## Osiągnięcia
- Srebrny medal w Pucharze Świata w Rugby: 2011
- Puchar Sześciu Narodów: 2004, 2010
- Mistrzostwo Francji: 2008, 2011, 2012
- Puchar Heinekena: 2003, 2005, 2010